# シャーロック・ホームズの素敵な挑戦
『シャーロック・ホームズの素敵な挑戦』（シャーロック・ホームズののすてきなちょうせん、The Seven-Per-Cent Solution）は、1976年に公開されたハーバート・ロス監督作のアメリカ合衆国・イギリスの映画。アーサー・コナン・ドイル作『シャーロック・ホームズシリーズ』のパスティーシュであるニコラス・メイヤーの小説『シャーロック・ホームズ氏の素敵な冒険』が原作で、メイヤー自身が脚本を担当した。

## ストーリー
1891年、コカイン中毒になったシャーロック・ホームズをワトソンが訪ねる。
ホームズは、中毒により精神を病んでいてモリアーティ教授に付きまとっていた。しかし、モリアーティ教授はいたって普通の人物で、ホームズの行動に困惑しており、ワトソンに解決してほしいと頼む。ワトソンは、そんなホームズを治療してもらうため、ホームズの兄であるマイクロフトの協力を得て、ホームズを騙しウィーンにいるジークムント・フロイトに会わせることにした。

## キャスト
| 役名                               | 俳優                       | 日本語吹替                         |
| 役名                               | 俳優                       | TBS版                              |
| ---------------------------------- | -------------------------- | ---------------------------------- |
| シャーロック・ホームズ             | ニコール・ウィリアムソン   | 仲村秀生                           |
| ジークムント・フロイト             | アラン・アーキン           | 宮田光                             |
| ローラ・デヴロー                   | ヴァネッサ・レッドグレイヴ | 平井道子                           |
| ジョン・H・ワトソン                | ロバート・デュヴァル       | 森川公也                           |
| メアリー・モースタン・ワトソン     | サマンサ・エッガー         | 宗形智子                           |
| ジェームズ・モリアーティ教授       | ローレンス・オリヴィエ     | 松岡文雄                           |
| ローウェンスタイン                 | ジョエル・グレイ           | 広瀬正志                           |
| カール・フォン・ラインスドルフ男爵 | ジェレミー・ケンプ         | 大宮悌二                           |
| マイクロフト・ホームズ             | チャールズ・グレイ         | 西田昭市                           |
| フロイト夫人                       | ジョージア・ブラウン       | 山田礼子                           |
| マダム                             | レジーヌ                   | 秋元千賀子                         |
| ベルガー                           | ジョン・バード             | 石井敏郎                           |
| ハドソン夫人                       | アリソン・レガット         | 鈴木れい子                         |
| シャーロックの母親                 | ジル・タウンゼント         |                                    |
| 不明 その他                        |                            | 国坂伸 大山高男                    |
|                                    |                            |                                    |
| 演出                               | 演出                       | 左近允洋                           |
| 翻訳                               | 翻訳                       | 額田やえ子                         |
| 効果                               | 効果                       | PAG                                |
| 調整                               | 調整                       | 栗林秀年                           |
| 制作                               | 制作                       | グロービジョン                     |
| 解説                               | 解説                       | 荻昌弘                             |
| 初回放送                           | 初回放送                   | 1980年12月8日 『月曜ロードショー』 |

## スタッフ
- 監督・製作：ハーバート・ロス
- 製作総指揮：アーリン・セラーズ、アレックス・ウィニツキー
- 脚本・原作：ニコラス・メイヤー
- キャラクター創造：アーサー・コナン・ドイル
- 撮影：オズワルド・モリス
- 編集：クリス・バーンズ
- 音楽：ジョン・アディソン
- プロダクションデザイン：ケン・アダム
- 美術：ピーター・ラモント
- 衣裳：アラン・バレット

## 備考
ホームズの兄マイクロフト・ホームズを演じるチャールズ・グレイはその後、英グラナダTV制作の『シャーロック・ホームズの冒険』でも同役を演じている。また、シャーロックの母親を演じたジル・タウンゼントは、撮影当時ニコール・ウィリアムソンの妻だった。

## ノミネート
第49回アカデミー賞
- 脚色賞 - ニコラス・メイヤー
- 衣裳デザイン賞 - アラン・バレット